# Robert J. Franco
Robert J. Franco (geb. vor 1979) ist ein Szenenbildner.

## Leben
Franco begann seine Karriere im Filmstab 1979 beim Fernsehen. Er arbeitete an einigen Fernsehfilmen, darunter Volker Schlöndorffs Arthur Miller-Literaturverfilmung Tod eines Handlungsreisenden. Hierfür wurde er 1986 mit dem Primetime Emmy ausgezeichnet.
In der Folge war er beim Film tätig, unter anderem an Alan Parkers Mysteryfilm Angel Heart, James Foleys Drama Glengarry Glen Ross und Martin Scorseses Literaturverfilmung Zeit der Unschuld. Für letzteren Film war er gemeinsam mit Dante Ferretti 1994 für den Oscar in der Kategorie Bestes Szenenbild nominiert, die Auszeichnung ging in diesem Jahr jedoch an Schindlers Liste.
Sein bislang letztes Engagement beim Film hatte er 1996 mit City Hall.

## Filmografie (Auswahl)
- 1987: Angel Heart
- 1988: Katies Sehnsucht (Stealing Home)
- 1991: Der Preis der Macht (True Colors)
- 1992: Night and the City
- 1992: Glengarry Glen Ross
- 1993: RoboCop 3
- 1993: Zeit der Unschuld (The Age of Innocence)
- 1994: Der Traum von Apollo XI (Pontiac Moon)
- 1996: City Hall

## Nominierungen
- 1994: Oscar-Nominierung in der Kategorie Bestes Szenenbild für Zeit der Unschuld